# Thaia balbinae
Thaia balbinae är en insektsart som beskrevs av Irena Dworakowska 1972. Thaia balbinae ingår i släktet Thaia och familjen dvärgstritar. Inga underarter finns listade i Catalogue of Life.